# Соловьенко, Мария Дмитриевна
Мария Дмитриевна Соловьенко (7 апреля 1954, Уссурийск) — российский журналист, главный редактор газеты «Народное вече» (Владивосток). Всероссийскую известность получила благодаря публикациям о коррупции и своему неформальному стилю общения с Владимиром Путиным во время его ежегодных пресс-конференций. Так, ею была произнесена вошедшая в историю фраза «Спасибо, Вова!» на одной из пресс-конференций президента в Москве.
Лауреат Всероссийского конкурса Комитета по борьбе с коррупцией «СМИ против преступности, терроризма и коррупции» (Москва, 2009, первая премия).

## Биография
Родилась в Уссурийске Приморского края. Отец — Соловьенко Дмитрий Гордеевич, участник Великой Отечественной войны, офицер Советской Армии, родом из Черкасской области, центральная Украина.
Школьные года прошли в разных гарнизонах Дальнего Востока — Уссурийск, Черемхово Амурской области, Октябрьский Хабаровского края, Дорожный в бухте Провидения на Чукотке.
10 классов закончила в Уссурийске, с шестого класса знала, что станет журналистом. Всегда хотела защищать слабых, бороться с несправедливостью. В 1971 году поступила на отделение журналистики Дальневосточного государственного университета, в 1976 году успешно его окончив.
Работать попала на самый север Камчатской области (сейчас край) — в Пенжинский автономный национальный район, где самые большие в мире приливы и отливы в Пенжинской губе, сорокаградусные морозы, северное сияние. Работала корреспондентом в газете «Полярная звезда».
Затем работа в газетах Камчатки «Судоремонтник», «Камчатский комсомолец», «Рыбак Камчатки». Вернулась в Приморье. Работала в газетах «Рыбак Приморья», заместителем главного редактора в газете Совета народных депутатов «Утро России».
В 1994 году в числе первых частных в Приморье учредила собственную краевую газету «Завтра России». Газета выходила пять раз в неделю форматом А-2, имела тираж 50 тыс. экземпляров, из них 25 тыс. — подписка, пользовалась популярностью у читателей, так как основная её направленность была — социальная защита и борьба с беззаконием.

## Политическая деятельность
В 2008 году пыталась участвовать в выборах президента РФ, но не сумела собрать инициативную группу в 500 человек и не была зарегистрирована кандидатом в президенты.
29 июня 2013 года сняла свою кандидатуру с выборов мэра Владивостока.

## Общение с Путиным
Как известный и авторитетный на Дальнем Востоке журналист трижды была приглашена на пресс-конференции Владимира Путина — в 2007 году, в 2012 году и в 2013 году. И каждый раз его «смущала», чтобы привлечь внимание к проблемам общества.
Назвав в 2007 году Путина «Несравненным», рассказала о коррупции в Приморье накануне саммита Азиатско-Тихоокеанского форума экономического сотрудничества (АТЭС). Через день после пресс-конференции президент Путин своим указом создал комиссию по подготовке проекта Закона о противодействии коррупции. В течение года этот закон, проект которого десять лет лежал без движения в Госдуме, был принят.
В 2012 году, когда на путинское «Садись, Маша!», отреагировала: «Спасибо, Вова!», подняла вопрос о воровстве денег в Минобороны под руководством министра Сердюкова и спросила «Что нам делать с обороной Российской Федерации?». Эпизод приобрёл фольклорный характер и стал поводом сатирического стихотворения восхищённого поступком Соловьенко колумниста «Новой газеты» Игоря Иртеньева «Про Машу и Вову».